# 김소이 (1980년)
김소이(본명: 김소연, 1980년 11월 24일 ~ )은 대한민국의 가수 겸 배우인데 한때 S.E.S. 멤버 물망에 올랐으나 대학교를 갈 생각 탓인지  고사했다.

## 학력
- 고려대학교 중어중문학과 (졸업)
- 고려대학교 언론대학원(現 미디어대학원) 미디어·커뮤니케이션학과 (졸업)

## 경력
- 1999년 그룹 '티티마' 멤버
- 2011년 5월 공정무역 커피믹스 홍보대사
- 2011년 11월 날개달기운동본부 홍보대사

## 방송 및 작품 활동

### TV 방송
| 연도 | 방송사 | 제목                         | 배역            | 비고     |
| ---- | ------ | ---------------------------- | --------------- | -------- |
| 2004 | MBC    | 행복주식회사                 |                 |          |
| 2013 | SBS    | 짝                           | 여자1호         | 96, 97회 |
| 2013 | C채널  | 최일도 목사의 힐링토크, 회복 | 출연            |          |
| 2013 | MBC    | 내일 ON                      | 출연            |          |
| 2014 | tvN    | 그 시절 톱10                 | 진행            |          |
| 2016 | MBC    | 미스터리 음악쇼 복면가왕     | 목구멍이 포도청 | 73회     |

### 영화
| 연도 | 제목                 | 배역        | 비고 |
| ---- | -------------------- | ----------- | ---- |
| 2005 | 가발                 | 혜영        |      |
| 2007 | 도화지               | 소이        |      |
| 2007 | 해부학 교실          | 은주        |      |
| 2009 | 그리말디             |             |      |
| 2010 | 보물섬               | 선영        |      |
| 2011 | 오하이오 삿포로      | 모레        |      |
| 2011 | 검지손가락           |             |      |
| 2013 | 배우는 배우다        | 소극장 배우 |      |
| 2015 | 조류인간             | 소연        |      |
| 2016 | 프랑스 영화처럼      | 소연        |      |
| 2017 | 더 복서              | 미나        |      |
| 2017 | 폭력의 씨앗          | 주아        |      |
| 2020 | 어게인               | 허산옥      |      |
| 2022 | 갓길로 달리는 코뿔소 | 미나        |      |
| 2023 | 컨버세이션           | 명숙        |      |
| 2023 | 육지것들             | 나타        |      |

### 드라마
| 연도 | 방송사         | 제목                  | 배역        | 비고               |
| ---- | -------------- | --------------------- | ----------- | ------------------ |
| 2004 | MBC            | 두근두근 체인지       | 도로시      |                    |
| 2009 | MBC            | 지붕뚫고 하이킥       | 소이        |                    |
| 2010 | SBS            | 나는 전설이다         |             |                    |
| 2012 | tvN            | 아이 러브 이태리      | 나홍실      |                    |
| 2016 | 네이버TV       | 매칭! 소년양궁부      | 웹툰 편집장 | 웹드라마, 특별출연 |
| 2019 | SBS            | VIP                   |             | 특별출연           |
| 2022 | Disney+Hotstar | 변론을 시작하겠습니다 | 최윤정      |                    |

## 그 외의 활동

### 도서
- 2011년 아무도 몰라 세상에서 가장 황당한 이야기 (ISBN 9788996346753)
- 2015년 꿈, 틀 일상에서 찾아낸 꿈의 조각들 (ISBN 9788991310711)

## 같이 보기
- 유수영
- 간미연
- 유진
- 박지윤